# El Jardín (Piura)
El Jardín es un caserío peruano ubicado en el distrito de Suyo, perteneciente a la provincia de Ayabaca del departamento de Piura, al norte del Perú. 

## Ubicación
El Jardín se ubica al noroeste de la provincia de Ayabaca, en el distrito de Suyo, en el departamento de Piura.

## Demografía
En 2017 El Jardín tenía una población de 187 habitantes.
| Gráfica de evolución demográfica de El Jardín entre 1993 y 2017 |
|                                                                 |
| Fuentes: Población 1993 y 2017                                  |